# Lac Two Ocean
Le lac Two Ocean (anglais : Two Ocean Lake) est un lac situé dans le parc national de Grand Teton au nord-ouest du Wyoming aux États-Unis.
Un sentier de randonnée de 10 km fait le tour du lac en passant au travers de zones arbustives (Armoises) et de conifères. 
Le nom de l'océan provient d'une erreur des topographes qui ont cru dans le passé que le lac était à la limite des eaux se déversant vers l'océan Atlantique et l'Océan Pacifique. L'erreur a par la suite été corrigée mais le nom est resté. Le nom a aussi été donné au col voisin Two Ocean Pass qui lui sépare bien les eaux des deux océans (il sépare une rivière en deux sur le site de Parting of the Waters) et est coupé par le Continental Divide. Le lac est donc sur le côté occidental du Continental Divide. Ses eaux se jettent dans le ruisseau de Pacific Creek qui se jette dans le Pacifique en passant par la Snake River et le fleuve Columbia.